# Folkhemsromaner
Folkhemsromaner är en gren inom modern arbetarlitteratur som hade sin guldålder under tidigt 2000- talet, då främst företrädd av Torbjörn Flygts Underdog (2001), Susanne Alakoskis Svinalängorna (2006), Lo Kauppis Bergspängardottern som exploderade (2007) Doris Dalins Skammens boning (2007) och Åsa Lindeborgs Mig äger ingen (2007).
Böckerna är oftast barndomsskildringar, där berättelsen sker ur barnets perspektiv. Handlingen utspelar sig i Svenska folkhemmets 70-tal, Böckerna skildrar med indignation fattigdomen i folkhemmet, de utsatta barnen och gör på så sätt upp med en idyllisk syn på efterkrigstidens svenska folkhem.    